# Luzino (gmina)
Luzino (kaszb. gmina Lëzëno) – gmina wiejska w województwie pomorskim, w powiecie wejherowskim. Gmina w całości znajduje się w aglomeracji trójmiejskiej. W latach 1975–1998 gmina położona była w województwie gdańskim. W 2014 roku w gminie wprowadzono język kaszubski jako język pomocniczy. W latach 2002–2015 liczba mieszkańców wzrosła o 27,9%. Średni wiek mieszkańców wynosi 32,9 lat i jest znacznie mniejszy od średniego wieku mieszkańców województwa pomorskiego oraz mieszkańców całej Polski.
W skład gminy wchodzi 12 sołectw: Barłomino, Dąbrówka, Kębłowo, Kochanowo, Luzino, Milwino, Robakowo, Sychowo, Tępcz, Wyszecino, Zelewo, Zielnowo
Siedzibą władz administracyjnych i jednocześnie największym skupiskiem obiektów użyteczności publicznej jest największa wieś – Luzino.
Według danych z 30 czerwca 2024 roku gminę zamieszkiwało 18 102 osoby.

## Struktura powierzchni
Według danych z roku 2004 gmina Luzino ma obszar 111,93 km², w tym:
- użytki rolne: zajmują 49% powierzchni (5048,8ha).
- użytki leśne: pokrywają 4743 ha, co stanowi blisko 42,4%

Gmina stanowi 8,73% powierzchni powiatu.

## Demografia

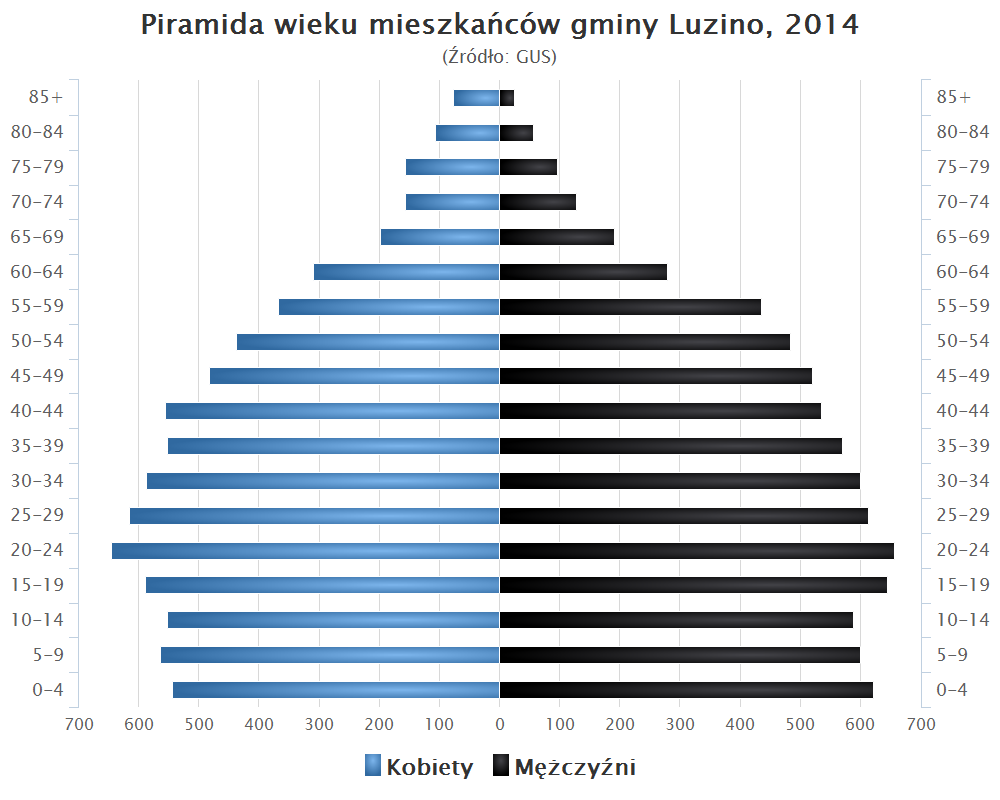
Piramida wieku mieszkańców gminy Luzino w 2014 roku

Dane z 2014:
| Opis                              | Ogółem | Ogółem | Kobiety | Kobiety | Mężczyźni | Mężczyźni |
| --------------------------------- | ------ | ------ | ------- | ------- | --------- | --------- |
| jednostka                         | osób   | %      | osób    | %       | osób      | %         |
| populacja                         | 15 243 | 100    | 7 551   | 49,5%   | 7 692     | 50,5%     |
| gęstość zaludnienia (mieszk./km²) | 136    | 136    | 67,32   | 67,32   | 68,68     | 68,68     |

## Sołectwa
Ludność zameldowana na pobyt stały w sołectwach gminy w latach 2017 - 2023 (stan na 31 XII) 
| L.p. | Sołectwo  | Ludność | Ludność |      |      |      |      |      |
| L.p. | Sołectwo  | 2017    | 2018    | 2019 | 2020 | 2021 | 2022 | 2023 |
| ---- | --------- | ------- | ------- | ---- | ---- | ---- | ---- | ---- |
| 1    | Luzino    | 7 538   | 7 646   | 7646 | 7702 | 7691 | 7755 | 7714 |
| 2    | Kębłowo   | 2 988   | 3 072   | 3210 | 3362 | 3528 | 3744 | 3902 |
| 3    | Robakowo  | 1 040   | 1 065   | 1100 | 1132 | 1166 | 1171 | 1184 |
| 4    | Barłomino | 667     | 671     | 671  | 681  | 679  | 697  | 711  |
| 5    | Wyszecino | 529     | 537     | 546  | 542  | 539  | 525  | 540  |
| 6    | Milwino   | 527     | 536     | 537  | 549  | 553  | 566  | 569  |
| 7    | Zelewo    | 527     | 532     | 538  | 534  | 550  | 557  | 560  |
| 8    | Kochanowo | 490     | 493     | 510  | 529  | 552  | 615  | 655  |
| 9    | Dąbrówka  | 465     | 463     | 469  | 476  | 474  | 472  | 483  |
| 10   | Sychowo   | 354     | 359     | 374  | 405  | 399  | 409  | 422  |
| 11   | Tępcz     | 275     | 272     | 274  | 276  | 273  | 274  | 272  |
| 12   | Zielnowo  | 65      | 66      | 72   | 68   | 67   | 67   | 66   |

## Sąsiednie gminy
Gniewino, Linia, Łęczyce, Szemud, Wejherowo